# Emmanuel Rukundo
Emmanuel Rukundo (ur. 1 grudnia 1959, Kabgayi, Rwanda) – rwandyjski duchowny Kościoła katolickiego i zbrodniarz przeciwko ludzkości skazany przez Międzynarodowy Trybunał Karny dla Rwandy za zbrodnie w trakcie ludobójstwa w Rwandzie.

## Życiorys
Urodzony w 1959 roku Emmanuel Rukundo został wyświęcony na kapłana w lipcu 1991 roku i mianowany proboszczem parafii na północy Kabgayi. W 1993 roku został kapelanem wojskowym, którą to funkcję piastował w trakcie zdarzeń z roku 1994.
Jak twierdził oskarżyciel, Rukundo znany był ze swoich ekstremistycznych postaw jeszcze przed rokiem 1994 - w 1973 został podobno wydalony z seminarium Św. Leona z powodu swoich rasistowskich poglądów. W trakcie wojny domowej w Rwandzie w 1990 roku stworzył w seminarium Nyakibanda ekstremistyczną grupę Ngarukiragihugu, która zbierała pieniądze na amunicję dla wojsk walczących z utworzonym przez Tutsi Rwandyjskim Frontem Patriotycznym i komponowała pieśni bojowe.
Jak dowiedziono w toku procesu, między 12 a 15 kwietnia 1994 roku Rukundo przywiózł swoim samochodem żołnierzy do kolegium Św. Józefa w Kabgayi i rozkazał im przeszukać budynek w poszukiwaniu ukrywających się uchodźców Tutsi. W trakcie tego przeszukania żołnierze zabili kilku uchodźców: w szczególności uprowadzili kobietę o nazwisku Rudahunga, którą przewieźli do jej domu, zastrzelili, a następnie powrócili do kolegium, gdzie ciężko ranili maczetami dwójkę jej dzieci i zostawili je na pewną śmierć. W całym tym zajściu Emmanuel Rukundo podążał za nimi drugim samochodem, a według wiarygodnych zeznań świadka powiedział potem że "weszliśmy do domu Rudahungi, zabiliśmy mu żonę i dzieci, ale temu idiocie udało się uciec". Ponadto, 15 maja 1994 roku Rukundo podjął w pokoju seminarium Petit Séminaire de Saint Léon próbę gwałtu z bronią w ręku. Gwałt na młodej kobiecie Tutsi nie doszedł do skutku z powodu przedwczesnego wytrysku u Rukundo.
Po ludobójstwie Emmanuel Rukundo uciekł do Szwajcarii, gdzie otrzymał status uchodźcy. Od roku 1999 posługiwał w kościele pod wezwaniem Św. Pawła w Genewie. 11 lipca 2001 roku Międzynarodowy Trybunał Karny dla Rwandy poprosił szwajcarskie MSZ o przekazanie Rukundo przed oblicze sprawiedliwości. Następnego dnia został on aresztowany.

## Proces i wyrok
Sprawa karna Rukundo trwała przed Międzynarodowym Trybunałem Karnym dla Rwandy między 15 listopada 2006 a 20 lutego 2008 roku.
Oprócz wymienionych powyżej czynów, Rukundo był również oskarżany m.in. o udział w blokadzie drogowej, w trakcie której Tutsi byli łapani i zabijani, a także przeszukanie seminarium w Kabgayi i stworzenie listy przebywających w nim duchownych z plemienia Tutsi, na podstawie której zostali oni potem schwytani i zamordowani. Trybunał uznał jednak, że w tych sprawach oskarżyciel nie zgromadził wystarczającego materiału dowodowego, aby uznać go za bezsprzecznie winnego. Również ekstremistyczna działalność Rukundo przed rokiem 1994 nie została uznana przez Trybunał za mającą bezpośredni związek ze sprawą, i jako znajdująca się poza ramami czasowymi ludobójstwa w Rwandzie, została pominięta przy wydawaniu wyroku.
Jego przestępstwa zostały zakwalifikowane jako ludobójstwo i zbrodnia przeciwko ludzkości, za co 25 lutego 2009 roku Rukundo został skazany na 25 lat więzienia. 20 października 2010 roku sąd apelacyjny przekwalifikował jeden z czynów i zmniejszył wymiar kary do 23 lat więzienia.